# Круг (деревня)
Круг — деревня в Чудовском районе Новгородской области в составе Грузинского сельского поселения.

## География
Находится на севере Новгородской области на расстоянии приблизительно 23 км на восток-северо-восток по прямой от районного центра города Чудово.

## История
На карте 1840 года уже была отмечена как Щетинский Круг. В 1907 году здесь (тогда деревня Новгородского уезда Новгородской губернии) было учтено 32 двора. На карте 1927 года еще сохранялось старое название. На карте 1937 года обозначена как поселение Круг с 16 дворами и колхозом «Коллективист».

## Население
Численность населения: 180 человек (1907 год), 6 (русские 100 %) в 2002 году, 5 в 2010.